# Instituto Federal de São Paulo
O Instituto Federal de Educação, Ciência e Tecnologia de São Paulo (IFSP), antigo Centro Federal de Educação Tecnológica de São Paulo (CEFETSP) e antiga Escola Técnica Federal de São Paulo (ETFSP), é uma instituição pública federal que compõe a Rede Federal de Educação Profissional, Científica e Tecnológica, vinculada a Secretaria de Educação Profissional e Tecnológica / Setec do Ministério da Educação. É uma instituição multicampi, especializada na oferta de educação científica, tecnológica e profissionalizante nas diferentes modalidades de ensino, básico, superior e pós-graduação, com base na conjugação de conhecimentos científicos, técnicos e tecnológicos às suas práticas pedagógicas. O IFSP possui natureza jurídica de autarquia, detentora de autonomia administrativa, patrimonial, financeira, didático-pedagógica e disciplinar. Busca a excelência em seus cursos de nível médio integrado ao ensino técnico, cursos técnicos concomitantes ao ensino médio, graduação nas modalidades licenciatura, superior em tecnologia, bacharelados e engenharias, além de pós-graduação lato sensu e stricto sensu. 
Atualmente, o IFSP possui mais de 60 mil alunos matriculados nos 38 campi distribuídos pelo estado de São Paulo.
Em 2 de julho de 2024, na reunião do Conselho Superior, foi lançado o Gene, Fundo Patrimonial do IFSP. Anualmente, o IFSP não consegue, com orçamento próprio, apoiar todos os projetos de ensino, pesquisa, extensão e inovação por falta de orçamento. Esta importante iniciativa tem por objetivo angariar recursos por meio de doações, para permitir o pagamento de bolsas para os estudantes engajados nos projetos.

### Escola Técnica Federal de São Paulo
Em 1987 a Escola inaugurou sua segunda unidade, localizada no município de Cubatão, litoral paulista, e, em 1996, a terceira unidade, em Sertãozinho, no interior do Estado.
Em outubro 2016, o Instituto abriu inscrições do processo seletivo para cursos técnicos com início em 2017.

### Pós graduação
- Lato Sensus (Especialização) [4]
- Stricto Sensus (Mestrado) [5]

## Pesquisa Aplicada
Segundo o Inciso VIII do Art. nº 6 da Seção II da Lei Federal nº 11.892, de 29 de dezembro de 2008, o IFSP tem por finalidade e característica, realizar e estimular a pesquisa aplicada, a produção cultural, o empreendedorismo, o cooperativismo e o desenvolvimento científico e tecnológico;